# Фантастическая женщина
«Фантастическая женщина» (исп. Una mujer fantástica) — фильм-драма 2017 года, снятый чилийским режиссёром Себастьяном Лелио в копродукции с кинематографистами Чили, США, Германии и Испании. Мировая премьера ленты состоялась 12 февраля 2017 года в основном конкурсе 67-го Берлинского международного кинофестиваля. Фильм получил на фестивале премию «Тедди» как лучший художественный фильм. Лауреат премии «Оскар» за лучший фильм на иностранном языке.

## Сюжет
В основе сюжета фильма история официантки Марины, ради которой её возлюбленный Орландо, старше её на 20 лет, ушел от жены. Однажды вечером, после бурного празднования дня рождения Марины, Орландо неожиданно умирает. Воспринимая Марину как источник всех своих проблем, жена Орландо не пускает её даже на похороны и делает все, чтобы выселить Марину из квартиры, которая принадлежала Орландо. Однако это не все, с чем приходится столкнуться Марине. Она — транссексуал, и как когда-то боролась за право жить, как женщина, теперь отстаивает право на скорбь, доказывая, что она — фантастическая женщина.

## В ролях
- Даниэла Вега — Марина Видаль
- Франсиско Рейес  — Орландо
- Луис Ньекко — Габо
- Алина Кюппенгейм — Сониа
- Ампаро Ногера — Адриана
- Нестор Кантильяна — Гастон
- Алехандро Гойк — врач
- Серхио Эрнандез — учитель пения
- Николас Сааведра — Бруно

## Съёмочная группа
- Автор сценария — Себастьян Лелио, Гонсало Маса
- Режиссёр-постановщик — Себастьян Лелио
- Продюсер — Хуан де Диос Ларраин, Пабло Ларраин, Себастьян Лелио, Гонсало Маса
- Композитор — Метью Герберт
- Оператор — Бенхамин Эчасаррета
- Монтаж — Соледад Сальфате
- Художник-постановщик — Эстефания Ларрейн

## Награды и номинации
| Список наград и номинаций | Список наград и номинаций | Список наград и номинаций                     | Список наград и номинаций      | Список наград и номинаций | Список наград и номинаций |
| Кинопремия                | Дата церемонии            | Категория                                     | Номинант(ы)                    | Результат                 | Дж                        |
| ------------------------- | ------------------------- | --------------------------------------------- | ------------------------------ | ------------------------- | ------------------------- |
| Берлинский кинофестиваль  | 9-19 февраля 2017         | Золотой медведь                               | Себастьян Лелио                | Номинация                 | [ 3 ] [ 5 ]               |
| Берлинский кинофестиваль  | 9-19 февраля 2017         | Приз экуменического жюри                      | Себастьян Лелио                | Победа                    |                           |
| Берлинский кинофестиваль  | 9-19 февраля 2017         | Премия «Тедди» за лучший художественный фильм | Себастьян Лелио                | Победа                    | [ 4 ] [ 6 ]               |
| Берлинский кинофестиваль  | 9-19 февраля 2017         | Серебряный Медведь за лучший сценарий         | Себастьян Лелио и Гонсало Маса | Победа                    |                           |
| Кинофестиваль у Кабуре    | 2017                      | Гран-при жюри                                 | Фантастическая женщина         | Победа                    | [ 7 ]                     |
| Кинофестиваль у Кабуре    | 2017                      | Приз молодёжного жюри                         | Фантастическая женщина         | Победа                    | [ 7 ]                     |
| Премия «Феникс»           | 2017                      | Лучший режиссёр                               | Себастьян Лелио                | Победа                    |                           |
| Премия «Золотой глобус»   | 7.01.2018                 | Лучший фильм на иностранном языке             | Фантастическая женщина         | Номинация                 | [ 8 ] [ 9 ]               |
| Премия «Независимый дух»  | 2018                      | Лучший иностранный фильм                      | Фантастическая женщина         | Победа                    |                           |
| Премия «Гойя»             | 2018                      | Лучший иберо-американский фильм               | Себастьян Лелио                | Победа                    |                           |
| Премия «Оскар»            | 4.03.2018                 | Лучший фильм на иностранном языке             | Фантастическая женщина         | Победа                    | [ 10 ] [ 11 ]             |